# Stegana antigua
Stegana antigua är en tvåvingeart som beskrevs av Wheeler 1960. Stegana antigua ingår i släktet Stegana och familjen daggflugor. Inga underarter finns listade i Catalogue of Life.